# My Hero 2
Pour plus de détails, voir Fiche technique et Distribution.
My Hero 2 (一本漫畫闖天涯2之妙想天開, Yat boon man wah chong tin ngai II: Miu seung tin hoi) est une comédie hongkongaise réalisée par Joe Chu et sortie en 1993 à Hong Kong.
Malgré le titre, ce n'est pas la suite de My Hero (1990) avec Stephen Chow.
Le film totalise 3 195 087 HK$ de recettes au box-office.

## Synopsis
Cheung Kin-hong (Dicky Cheung (en)) essaye de réaliser une bande dessinée en cherchant une bonne histoire sur les triades. Il rencontre un jour Tat (Ng Man-Tat), qu'il prend pour un parrain des triades, et lui demande de l'aider à obtenir les informations dont il a besoin. Cependant, la police finit progressivement par résoudre des affaires grâce à des indices contenus dans ses bandes dessinées.

## Fiche technique
- Titre original : 一本漫畫闖天涯2之妙想天開
- Titre international : My Hero 2
- Réalisation : Joe Chu
- Scénario : Rico Chu et Dung Hoh
- Photographie : Peter Ngor
- Montage : Robert Choi
- Musique : Wong Leung-sing
- Production : Yuen Gam-lun
- Société de production : Chun Sing Film Company
- Société de distribution : Newport Entertainment
- Pays d'origine :  Hong Kong
- Langue originale : cantonais
- Format : couleur
- Genre : comédie
- Durée : 93 minutes
- Dates de sortie :
  - Hong Kong : 20 mars 1993

## Distribution
- Dicky Cheung (en) : Cheung Kin-hong
- Ng Man-tat : Frère Tat
- Vivian Lai (en) : Angel
- Meg Lam : Pauline, la mère de Cheung
- Joe Chu : un membre des triades
- Bowie Wu : Ah Sau, le père d'Angel
- Lee Siu-kei : Frère Chi
- Stephen Chow : montré uniquement dans des extraits de My Hero (1990)